# 산전항
산전항은 경상남도 거제시 거제면 법동리, 산달도 섬에 있는 어항이다. 2003년 2월 3일 어촌정주어항으로 지정되었다. 시설관리자는 거제시장이다.

## 어항 연혁
- 산전항이 있는 산달도(山達島)는 삼봉(三峯)의 섬으로 할미당과 마주보는 앞등마을이다.

## 어항 구역
- 수역: 미지정(거제시 거제면 법동리 286-32번지 수역)
- 육역: 미지정

## 어항 시설
- 물양장, 선착장

## 주요 어종
- 굴, 장어